# 御袖天満宮
御袖天満宮（みそでてんまんぐう）は、広島県尾道市に鎮座する神社（天満宮）である。旧社格は郷社。

## 祭神
菅原道真公を祀る。

## 歴史
延喜元年（901年）、生前の祭神が藤原時平の讒言によって左遷され大宰府へ船で向かう際、尾道に上陸すると土地の人々から麦飯と醴酒を馳走されたので、これに感謝して自らの着物の片袖を破り自身の姿を描いて与えたが、祭神薨後（延喜3年薨去）の延久年間（1069年 - 1074年）、天神坊の境内にその袖を「御袖の御影」と称して祀る祠を建立したのが創祀で、「御袖」を祀る事から「御袖天満宮」と称されたという。なお、天神坊は後に大山寺となって明治の神仏分離まで別当寺として当神社を管掌し、現も境内に隣接している。
近代社格制度において郷社に列した。
祭神が寄泊したとの伝承は中国地方の瀬戸内海沿岸各地に広く分布するが、当神社の創祀伝承に祭神を接待したのは金屋某という者であったとの伝えもあり、その「金屋」という家号から中世末から近世期にかけて活躍した金融資本家が自家の豪勢さを誇るために神社縁起に介入した可能性がある。金屋家は江戸時代の化政期（19世紀前葉）には尾道港の繁栄を背景に資産を積み、頼山陽や菅茶山を招いて当神社に関する記念碑を書かせたり、祭神接待に供した醴酒を醸す為の麦を作ったという畑を所持していた。なお、金屋は絶家し、昭和の中頃（20世紀中半）まで存在した麦畑も荒廃に帰した。

## 祭祀
7月中旬（7月25日の直前の金曜日から日曜日までの3日間）は「天神祭」が斎行される。初日に神輿の巡幸、2日目は「勧学祭」と「福引き」や「大道芸」といった神賑行事があり、3日目に神輿の巡幸の後に「勇壮五十五段大神輿還幸の儀」と呼ばれる55段の石段（下述）を御輿が登ったり降りたりする還奉祭が行われる。

## 社殿
本殿は入母屋造平入銅板葺。昭和48年（1973年）の回禄により同58年に再建されたもの。棟札が複数残されているが、もっとも古いのは慶長期（16・7世紀の交）のものである。
拝殿は入母屋造平入で正面に1間通し両下造（切妻）の向拝を付ける。下述する石段下の神門は三間一戸切妻造平入の八脚門。拝殿と神門は屋根桟瓦葺。

## 境内
境内に至る参道は石段となっており、約5メートルの一枚石が55段使われているが、最後の1段だけわざと石を継いである。また石段下、福善寺前に、祭神が休憩したと伝えられる腰掛石があり、境内にはさすり牛がある。
境内は複数の映像作品の舞台となっており、映画『転校生』や連続テレビ小説『てっぱん』では参道の石段が撮影場所に選ばれた。また、テレビアニメ『かみちゅ!』の舞台となる来福神社の境内は当神社のそれを元に設定されている。

## 交通
- 山陽本線尾道駅より徒歩20分
- おのみちバス・中国バス「長江口」バス停より徒歩5分（高速バスフラワーライナーの「千光寺下」バス停はこの「長江口」バス停と同一である）
- 千光寺山ロープウェイ山麓駅より徒歩5分